# NGC 2426
NGC 2426 je galaksija u zviježđu Risu.

## Vanjske poveznice
- SEDS: NGC 2426